# Río Constitución
Río Constitución (en inglés: Constitution River o comúnmente llamado "El Carenado", The Careenage), es un río situado a lo largo de la bahía de Carlisle, en la parte suroeste de Barbados. El extremo occidental del río corre a través del centro de Bridgetown, en la parroquia de Saint Michael (San Miguel). El río actúa como un canal para el agua de la lluvia que viene de las regiones del interior más alto de la isla. Además, es un pequeño lugar protegido o puerto deportivo para yates de tamaño medio o pequeñas embarcaciones artesanales que atracan en la ciudad.